# Pizzo di Boccareccio
Il Pizzo di Boccareccio (3.027 m s.l.m.) è una montagna della Catena Monte Leone-Blinnenhorn nelle Alpi Lepontine. Si trova lungo il confine dei comuni di Baceno e Varzo nella Provincia del Verbano-Cusio-Ossola.

## Caratteristiche
Si trova lungo la cresta che partendo dall'Helsenhorn (3.274 m), passando per la Punta di Boccareccio (3.207 m) ed il Pizzo di Boccareccio arriva alla Punta delle Caldaie (2.853 m). Tale cresta separa l'Alpe Devero dall'Alpe Veglia.

## Salita alla vetta
Si può salire sulla vetta partendo dal Bivacco Combi e Lanza (2.420 m).